# Bellis (Alberta)
Pour les articles homonymes, voir Bellis (homonymie).
Bellis est un hameau (hamlet) du Comté de Smoky Lake, situé dans la province canadienne d'Alberta.